# Constantin von Briesen

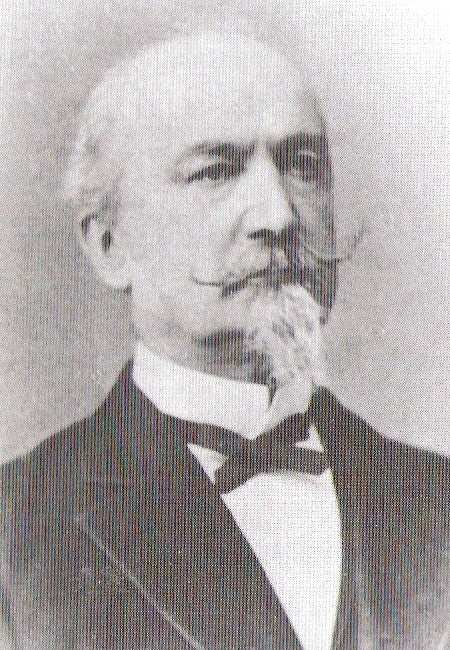
Constantin von Briesen

Constantin Karl Alexander Wilhelm von Briesen (auch: Konstantin von Briesen; * 15. Juli 1821 in Pritten (Landkreis Dramburg); † 9. August 1877 in Bad Homburg vor der Höhe) war preußischer Politiker  und Landrat des Kreises Merzig-Wadern und des Obertaunuskreises sowie Mitglied des Preußischen Abgeordnetenhauses.

## Familie
Constantin von Briesen stammt aus preußisch-pommerschen Uradel aus Briesen. Sein Vater war der Rittergutsbesitzer Ferdinand Alexander von Briesen (1785–1844), seine Mutter Charlotte Juliane geborene von Hermensdorf. Er heiratete am 17. April 1852 in Koblenz Maria geborene Gräfin Seyssel d’Aix (* 30. Oktober 1821 in Elberfeld; † 26. Juli 1900 in Düsseldorf), die Tochter des Landrates Carl Theodor von Seyssel d’Aix und dessen erster Ehefrau Ernestine von Crailsheim. Constantin von Briesen war ursprünglich evangelischer Konfession gewesen, konvertierte aber 1847 zum Katholizismus. Seine Frau war evangelisch-reformiert. Sie hatten vier Kinder.

## Ausbildung und Leben
Constantin von Briesen erhielt zunächst Privatunterricht und war vom 12. bis 16. Lebensjahr beim Kadettencorps in Berlin und Potsdam. Sein letzter militärischer Rang war Rittmeister der Landwehr-Kavallerie. Danach besuchte er das Köllnische Realgymnasium in Berlin. Nach der Reifeprüfung am 21. September 1839 studierte er an der Universität Bonn (immatrikuliert am 2. November 1841), Berlin und Königsberg Rechtswissenschaften. Am 18. November 1842 bestand er das Aukulatorexamen und wurde am 12. Dezember Auskultator beim Kammergericht Berlin.
Am 4. Oktober 1844 wurde er Regierungsreferendar bei der Regierung Potsdam und am 11. Juni 1849 Regierungsassessor bei der Regierung Trier.

## Landrat
Constantin von Briesen war von 1850 (ab dem 25. März 1850 kommissarisch, ab dem 4. April 1853 regulär) bis 1866 Landrat des Kreises Merzig-Wadern in Merzig und verlegte seinen Wohnsitz auf Gut Wiesenhof. In von Briesens Amtszeit fiel auch die Gründung der Kreissparkasse Merzig. Er nahm die durch politische Unruhen von 1848 ins Stocken geratene Wiesenmelioration wieder auf und gründete mit maßgeblicher Hilfe von Herrn Eugen von Boch 1857 die Kreissparkasse.
Vom 18. September 1854 bis November 1855 versah von Briesen zudem auftragsweise die Verwaltung des benachbarten Kreis Saarburg.
Im Rahmen der Annexion von Hessen-Homburg durch Preußen wird Constantin von Briesen nach Bad Homburg berufen. Noch vor Inkrafttreten des Friedensvertrages vom 3. September 1866 hatte Constantin von Briesen die Zivilkommissarische Leitung und wurde mit der Gründung des Obertaunuskreises am 22. Februar 1867 durch das preußische Innenministerium zum ersten Landrat berufen. Amtssitz und Dienstwohnung war zunächst das Landgräfliche Schloss bis 1867 das Landratsamt in der Dorotheenstraße 1 errichtet wurde. Die Kandidatur zum Reichstags des norddeutschen Bundes 1867 im heimischen Reichstagswahlkreis Regierungsbezirk Wiesbaden 1 scheiterte überdeutlich. Constantin von Briesen erhielt lediglich 0,7 % der Stimmen.
1868 wurde Constantin von Briesen von seinem Posten abgerufen (als Grund werden Wünsche von Briesens nach einem höheren Gehalt und der zusätzlichen Aufgabe als Badedirektor genannt) und durch Wilhelm von König ersetzt. Constantin von Briesen wurde in den einstweiligen Ruhestand versetzt. Ab 1867 war Constantin von Briesen in der 10. Wahlperiode Abgeordneter im Preußischen Abgeordnetenhaus. Im August 1869 wurde er zum Regierungsrat der Regierung in Düsseldorf ernannt. 1875 bis 1876 wurde von Briesen jedoch wieder als Landrat (im Kreis Neuß) eingesetzt. Im Jahr 1876 wechselte von Briesen dann wieder in das Amt des Landrates des Obertaunuskreises. Aber auch seine zweite Amtszeit war nur kurz. Am 9. August 1877 erschoss er sich aus privaten Gründen. Nach Angaben seines Arztes litt er an Depressionen. Er wurde im Familiengrab in Merzig begraben.
Seine Tochter Emie Frederike Carolin Louise (* 24. Dezember 1857 auf Gut Wiesenhof bei Merzig; † 1936 in Noordwijk aan Zee), genannt Emy, und ihre Mutter verblieben in Düsseldorf. Dort wurde Emy von Briesen von 1877 bis 1882 Privatschülerin des Malers Albert Baur, gefolgt von Studien der Tiermalerei bei Emmanuel Frémiet in Paris. Danach war sie als Malerin und Schriftstellerin in Düsseldorf tätig, wo sie mit ihrer Mutter im Hofgärtnerhaus in der Jägerhofstraße lebte.

## Ehrungen
Er trug die Titel eines Regierungsrates und eines Kammerherrn.

## Werke
- Urkundliche Geschichte des Kreises Merzig-Wadern im Regierungs-Bezirke Trier. (Band 1) bzw. 1867 (Band 2), Verlag Franz Stein, Saarlouis 1863. Digitalisat; Nachdruck, Queißer Verlag, Dillingen/Saar 1980. ISBN 3-921815-26-6.